# IMac
Els iMac són una sèrie d'ordinadors fabricats per Apple. Està enfocat a l'àmbit domèstic i es caracteritza per integrar l'ordinador i la pantalla en un mateix aparell.
Es va presentar el primer model l'any 1998 tot i que ha tingut algunes variacions als actuals iMacs.

## Models de l'iMac
| Component                | iMac G3                  | iMac G4               | iMac G5            | iMac (Intel)                                    |
| Monitor                  | 15" (13,8" visibles) CRT | 15", 17" i 20" LCD    | 17" i 20" LCD      | 17", 20" i 24" LCD                              |
| Disc dur                 | 40GB                     | 40GB, 60GB, 80GB      | 250GB, 400GB       | 160GB, 250GB, 320GB, 500GB, 650GB, 750GB, o 1TB |
| Versió inclosa de Mac OS | 8.1, 8.5, 8.6, 9.0       | 9.2, 10.1, 10.2, 10.3 | 10.3, 10.4         | 10.4, 10.5                                      |
| Data sortida             | 15 d'agost de 1998       | 7 de gener de 2002    | 31 d'agost de 2004 | 10 de gener de 2006                             |

## Disseny

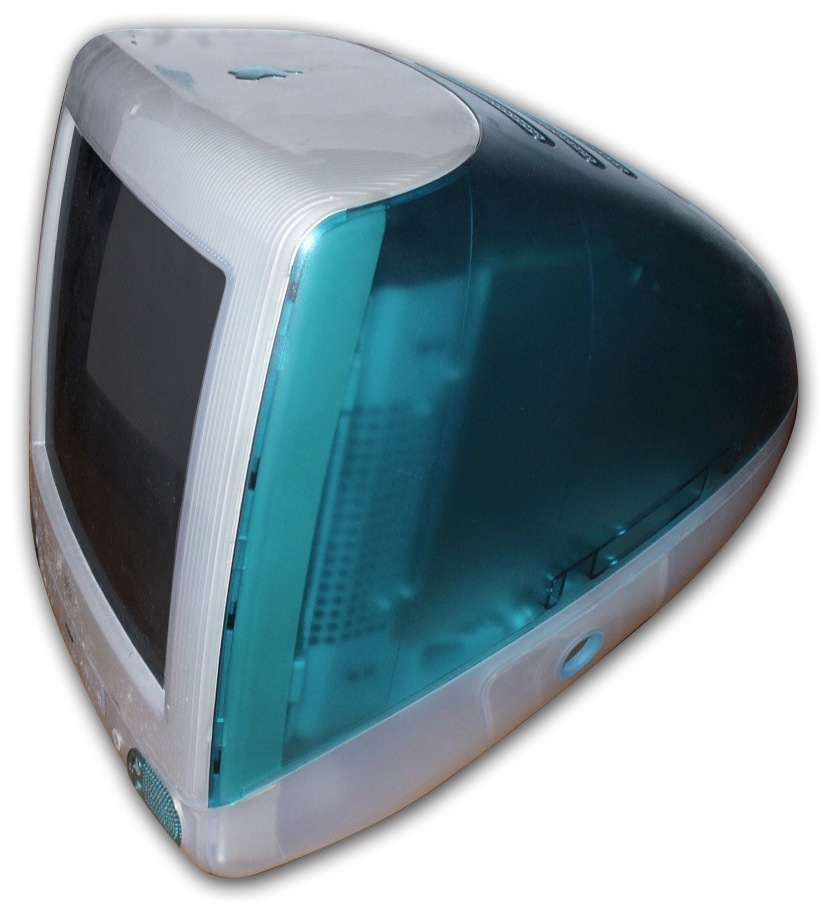
"Bondi Blue" l'iMac G3 original va ser introguiy el 1998.

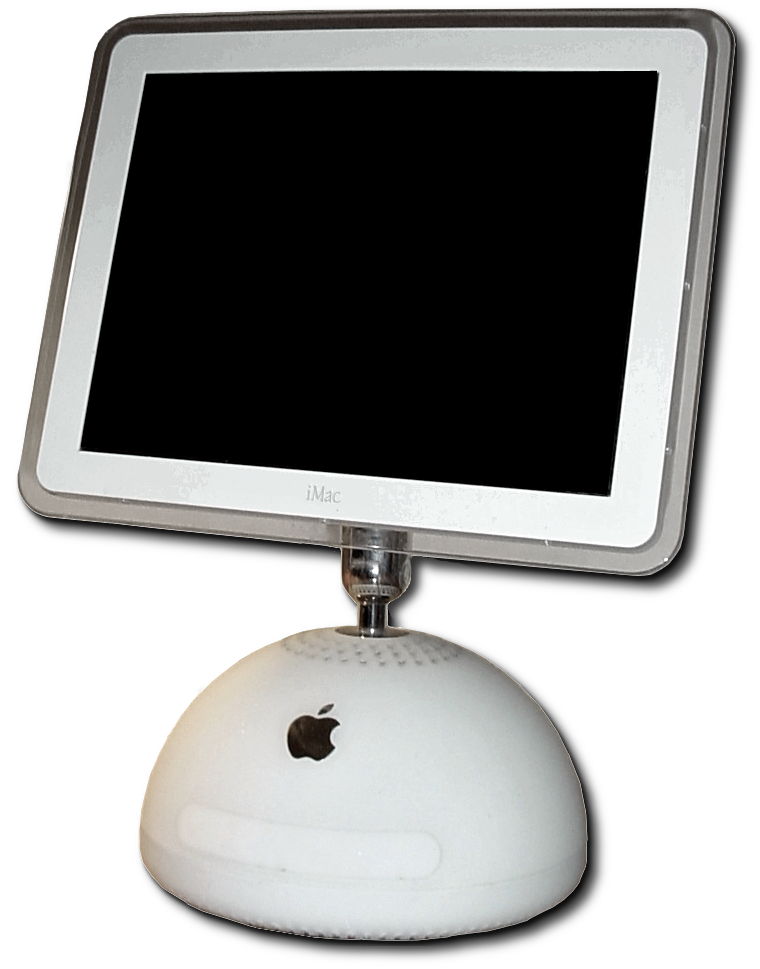
L'iMac G4 va ser el primer gran redisseny de la línia dels iMac.

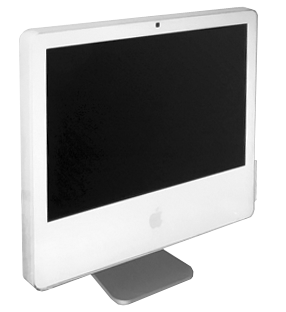
Aquesta carcassa va ser usada per l'iMac G5s and les primers Intel iMacs. Les primeres versions no tenien la càmera iSight integrada a sobre de la pantalla.

L'anunci de l'iMac va ser la font de discussió i controversia de molts comentaristes, fans de Mac, i retractors. Les opinions estaven dividides quant als canvis dràstics d'Apple sobre el seu maquinari. Al mateix temps, Apple estava intentant millorar la seva estratègia comercial. Apple va declarar que "La part del darrere dels nostres ordinadors es veu millor que la part de davant dels altres competidors".
Apple va declarar que la 'i' de iMac significa "Internet". Es va donar importància a l'experiència de "treure de la caixa": L'usuari solament necessita endollar els cables fer per a connectar-se a Internet. "No hi ha tercer pas!" va ser la frase comercial de l'anunci publicitari de iMac narrada per l'actor Jeff Goldblum. Un altre anunci publicitari, doblegava la ”Simplicitat de preparació”, un nen de set anys Johann Thomas i el seu amic Brodie, amb un iMac, contra Adam Taggart, un estudiant d'empresarials de la Universitat Stanford, amb un HP Pavilion 8250, en una carrera per a preparar els seus ordinadors. Johann i Brodie van acabar en 8 minuts i 15 segons, mentre Adam estava encara treballant per fer a fer-ho fins al final de l'anunci. Apple després va adoptar el prefix 'i' a la seva línia de productes, com per exemple iPod, iBook, iPhone i diversos paquets de programari com la suite iLife i iWork.

## USB
El iMac original va ser el primer ordinador Macintosh que va incloure un port USB. De fet, l'USB era l'únic interfície de perifèric al iMac original; Apple va treure els altres ports anteriors com l'Apple Desktop Bus i SCSI a favor de la nova interfície. No obstant això, l'USB va ser inventat per Intel i estava disponible al mateix temps per a una gran varietat de PCs, la popularitat dels iMac’s i l'única dependència d'USB va popularitzar la interfície a altres fabricants, com evidencia els propers perifèrics USB que van ser fets el plàstic colorejat coincidia amb els colors originals de l'iMac.

Per mitjà del port USB, els fabricants de maquinari podien fer productes compatibles tant per a PCs com per a Macs. Anteriorment, els usuaris de Macintosh havien de buscar el maquinari adequat, com el teclat o ratolí, específicament dissenyats per la interfície antiga de Mac. Únicament un nombre limitat de models de fabricants determinats treballaven amb aquestes interfícies, i sovint a un preu elevat. USB, era multiplataforma, ha permès als usuaris de Macintosh comprar un gran nombre de perifèrics a un preu raonable, com hubs, escàners, dispositius d'emmagatzegament, memòries USB, i ratolins.
Després de l'iMac, Apple va continuar eliminant les antigues interfícies de maquinari i les unitats de disques de la seva línia de productes.